# Jaafar Majed
Jaafar Majed (arabe : جعفر ماجد), né le 27 mars 1940 à Kairouan et mort le 14 décembre 2009, est un poète et universitaire tunisien.

## Biographie
Après des études primaires dans sa ville natale, il poursuit son cursus à Tunis puis, avec une maîtrise de littérature arabe obtenue en 1963, il entame des études supérieures à la Sorbonne, où il obtient un diplôme d'études supérieures et une agrégation en langue arabe en 1965, ainsi qu'un doctorat d'État ès lettres et sciences humaines. Revenu en Tunisie, il obtient un poste de professeur de littérature à la faculté des lettres et des sciences humaines de Tunis.
Poète, membre de l'Union des écrivains tunisiens dès 1981, il publie plusieurs recueils — Des Étoiles sur la route (1968), Les Pensées (1981) et Fatigue (1993) — où il célèbre sa ville natale. Il lance également une revue littéraire, Rihab El Maârifa (ar), présente plusieurs émissions de radios et écrit les paroles de quelques chansons. 
En dehors de la poésie, il publie en 1980 sa thèse sur La presse littéraire tunisienne de 1904 à 1955 puis, en 1991, une biographie du prophète Mahomet, ouvrage traduit et publié par le même éditeur en 2009. Il est chargé de la fonction de coordinateur général des manifestations organisées en 2009 à l'occasion de la désignation de Kairouan comme capitale de la culture islamique ; il publie durant cette année un ouvrage sur la poésie kairouanaise.
De 2005 à sa mort, il siège par ailleurs à la Chambre des conseillers, la chambre haute du Parlement tunisien.
Il est inhumé le 15 décembre 2009 au cimetière Sidi Abdelaziz de La Marsa, en présence du ministre Abderraouf El Basti. Il est le père de Moëz Majed, également poète mais d'expression française.

## Publications
- (ar) نجوم على الطريق [« Des Étoiles sur la route »], Tunis, Maison tunisienne de l'édition,‎ 1968, 10 p. (OCLC 1227680883).
- La presse littéraire en Tunisie de 1904 à 1955, Tunis, Publications de l'université de Tunis, 1980, 396 p. (OCLC 63256113).
- (ar) الأفكار [« Les Pensées »], Tunis, Ben Abdallah,‎ 1981, 72 p. (OCLC 21216958).
- (ar) محمد النبي الإنسان [« Mahomet, le Prophète et l'homme »], Carthage, Beït El Hikma,‎ 1991 (OCLC 606402360).
- (ar) تعب [« Fatigue »], Tunis, Cérès,‎ 1993, 19 p. (OCLC 1227690508).
- (ar) القيروان في قلوب الشعراء [« Kairouan dans le cœur des poètes »], Carthage, Beït El Hikma,‎ 2009, 290 p. (ISBN 978-9973490773).